# 圆基凤丫蕨
圆基凤丫蕨（学名：Coniogramme emeiensis var. lancipinna）为裸子蕨科凤丫蕨属下的一个变种。主要产四川，生长于林木下，生活海拔为1 200-1 700米。

## 扩展阅读
- 維基物種上的相關：圆基凤丫蕨